# 池松日佳瑠
池松 日佳瑠（いけまつ ひかる、1987年（昭和62年）11月23日 - ）は、日本のミュージカル女優。福岡県福岡市出身。
弟は俳優の池松壮亮。夫は元劇団四季の宇都宮直高。壮亮の他に、妹と弟がいる。

## 人物・来歴
5歳でクラシックバレエを始め、子どもの頃から舞台などに出演。
2001年（平成13年）に、劇団四季ミュージカル『ライオンキング』福岡公演でヤングナラ役を演じる。
2006年（平成21年）に西南学院高等学校を卒業。
2010年（平成22年）に、東京音楽大学音楽学部音楽学科声楽専攻を卒業後、劇団四季研究所に入所する。
7月に『美女と野獣』のアンサンブルで入所後初舞台を踏み、『サウンド・オブ・ミュージック』でリーズル役を演じる。
2011年（平成23年）に、『ライオンキング』にヒロイン・ナラ役で出演する。過去にヤングシンバ・ヤングナラを演じた子役が大人になって同じ役の成長後を演じるのは初めてのことである。
2014年11月7日、Twitterアカウントを開設し、プロフィール上で劇団四季を退団したこと、元劇団四季の宇都宮直高と結婚していることを明らかにした。
2018年9月1日、『U-musicroom KIDS : ユーミュージックルームキッズ 』を開校し講師を務める（夫の宇都宮は『U-musicroom : ユーミュージックルーム 』講師）。

## 劇団四季・出演作品
- ライオンキング（ヤングナラ役/ナラ役）
- 美女と野獣（アンサンブル・ミセスポット役）
- サウンド・オブ・ミュージック（リーズル役）